# 웨일스의 역사
웨일스의 역사는 영국의 홈 네이션스 가운데 하나인 웨일스의 역사이다.
웨일스에 현생 인류가 살기 시작한 것은 빙하기가 끝날 무렵인 기원전 9,000년 경 부터이다. 웨일스에서는 많은 신석기 시대의 유물들이 발굴되었으며 청동기 시대와 철기 시대의 대표적 유적인 고인돌과 둥글게 돌을 쌓은 클롬레크 등이 보존되어 있다. 웨일스에 대한 기록은 로마 제국이 브리튼섬에 들어오면서 시작되어 기원후 48년 로마와 맞서 싸운 켈트족의 이름들이 기록되어 있다.
로마 제국의 지배 기간 동안 웨일스는 잉글랜드, 하드리안 장벽 이남의 스코틀랜드와 함께 브리타니아로 불렸다. 400년 로마 제국이 붕괴하자 웨일스 지역에는 귀네드 왕국과 포이스 왕국이 세워졌다. 이 무렵 기독교가 들어왔으며 이 지역을 웨일스라 부르기 시작하였다.
중세 초기 웨일스는 몇 개의 국가로 나뉘어 있었으나 귄네드 왕국이 가장 강력하였으며 그루피드 앱 리웰린과 같은 귄네드의 군주가 브리톤의 왕이란 칭호를 사용하였다. 11세기 경까지 웨일스는 이웃한 엥글로 족의 국가 머시아와 각축하고 있었으며 노르만의 잉글랜드 침공으로 인해 잉글랜드에 복속되었다. 1238년 최후의 리웰린이 잉글랜드에 정복되었다. 이후 웨일스는 웨일스 공국으로서 잉글랜드 왕국의 웨일스공에 의해 통치되었다. 16세기에 들어 웨일스는 잉글랜드에 완전히 합병되어 잉글랜드 왕국의 일부가 되었다. 그러나 오늘날에도 웨일스는 문화, 언어 면에서 잉글랜드와 다른 독자성을 유지하고 있다.

## 같이 보기
- 영국의 역사